# Colorado (roman)
Pour les articles homonymes, voir Colorado (homonymie).
Colorado est un roman de Louis Bromfield, publié pour la première fois en 1947.

## Historique
L'ouvrage paraît chez Harper Brothers, New York, 1947. La traduction française, signée par Simone Beuzebosc, est publiée chez Delamain et Boutelleau (qui deviendront les éditions Stock, en 1949.

## Résumé
En 1888, au Colorado, Dick Meaney, le fils du magnat des mines, revient à Silver-City après ses années d'études en Angleterre...

## Éditions françaises
- Paris, Delamain et Boutelleau, coll. « Bibliothèque anglaise », 1949 (BNF 31876744)
- Paris, Le Club du meilleur livre, coll. « Romans », 1953 (BNF 31876745)
- Paris, Stock, coll. « Le Livre de poche » no 369-370, 1967 (BNF 31876746)
- Lausanne/Paris, Éditions Rencontres, 1971 (BNF 35424586)
- Paris, Éditions Phébus, coll. « D'aujourd'hui. Étranger », 2001 (BNF 37637894)